# Mikaeri-Wasserfall
Der Mikaeri-Wasserfall (japanisch 見帰りの滝) ist ein Wasserfall in der japanischen Präfektur Saga mit einer Fallhöhe von ca. 100 m. Er ist Teil der 1990 vom Umweltministerium aufgestellten Liste der Top-100-Wasserfälle Japans. Von Juni bis Juli blühen am Wasserfall Hortensien. Das Wasser fließt in den Ikisa und von dort weiter in den Matsuura, der weiter nach Norden fließt und in Karatsu in die Karatsu-Bucht mündet.

## Galerie

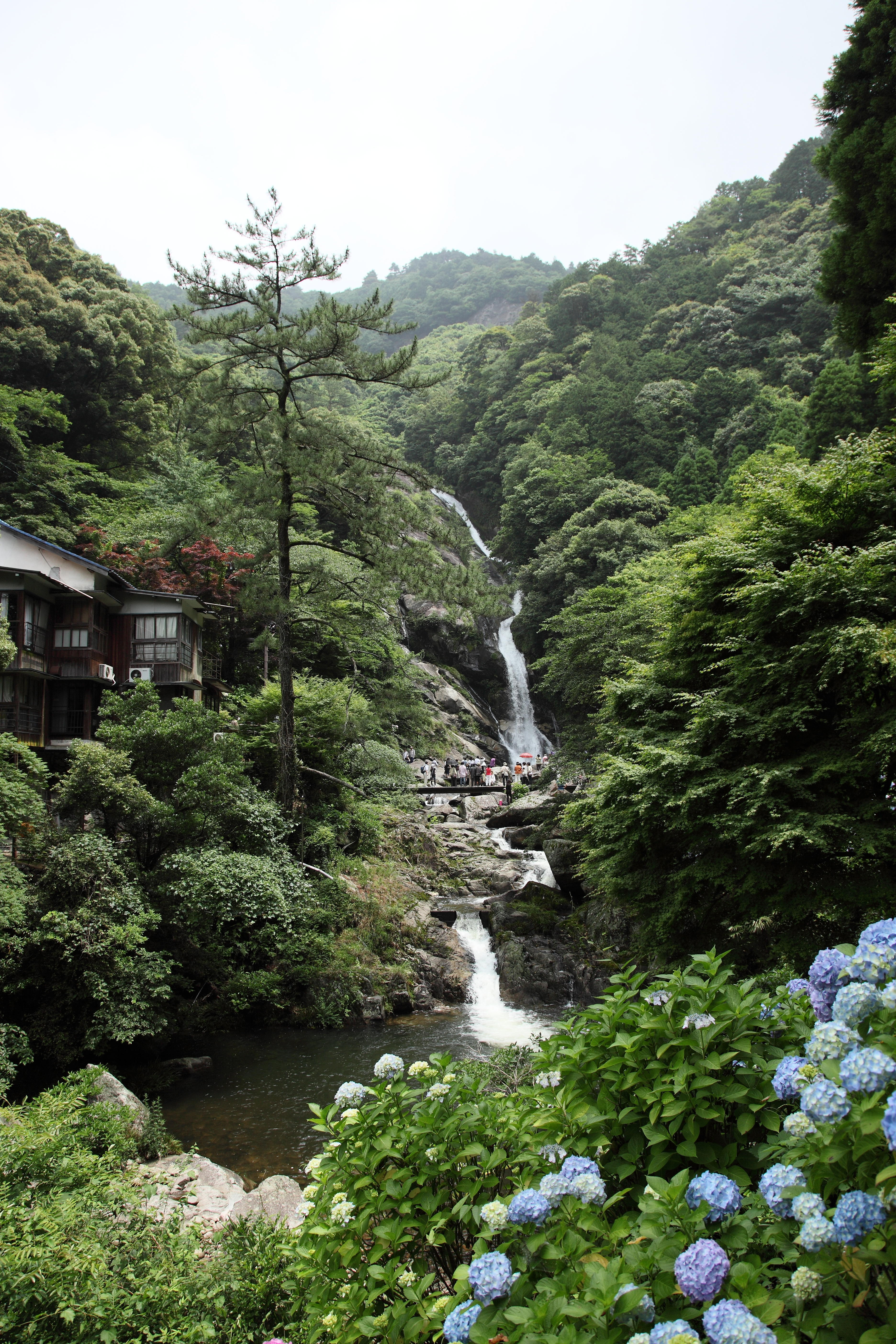
Der Wasserfall von weitem
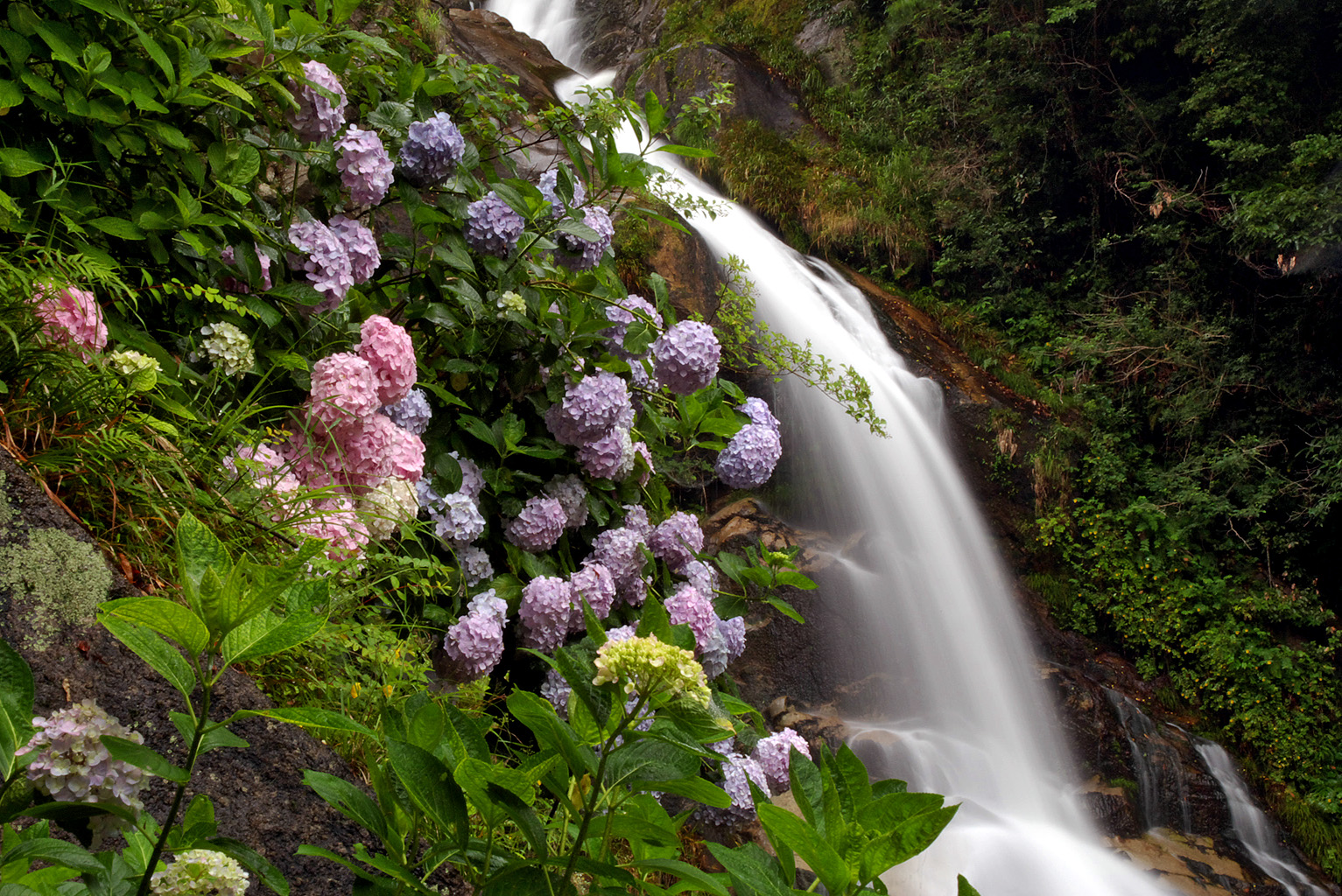
Hortensien am Wasserfall, Ende Juni
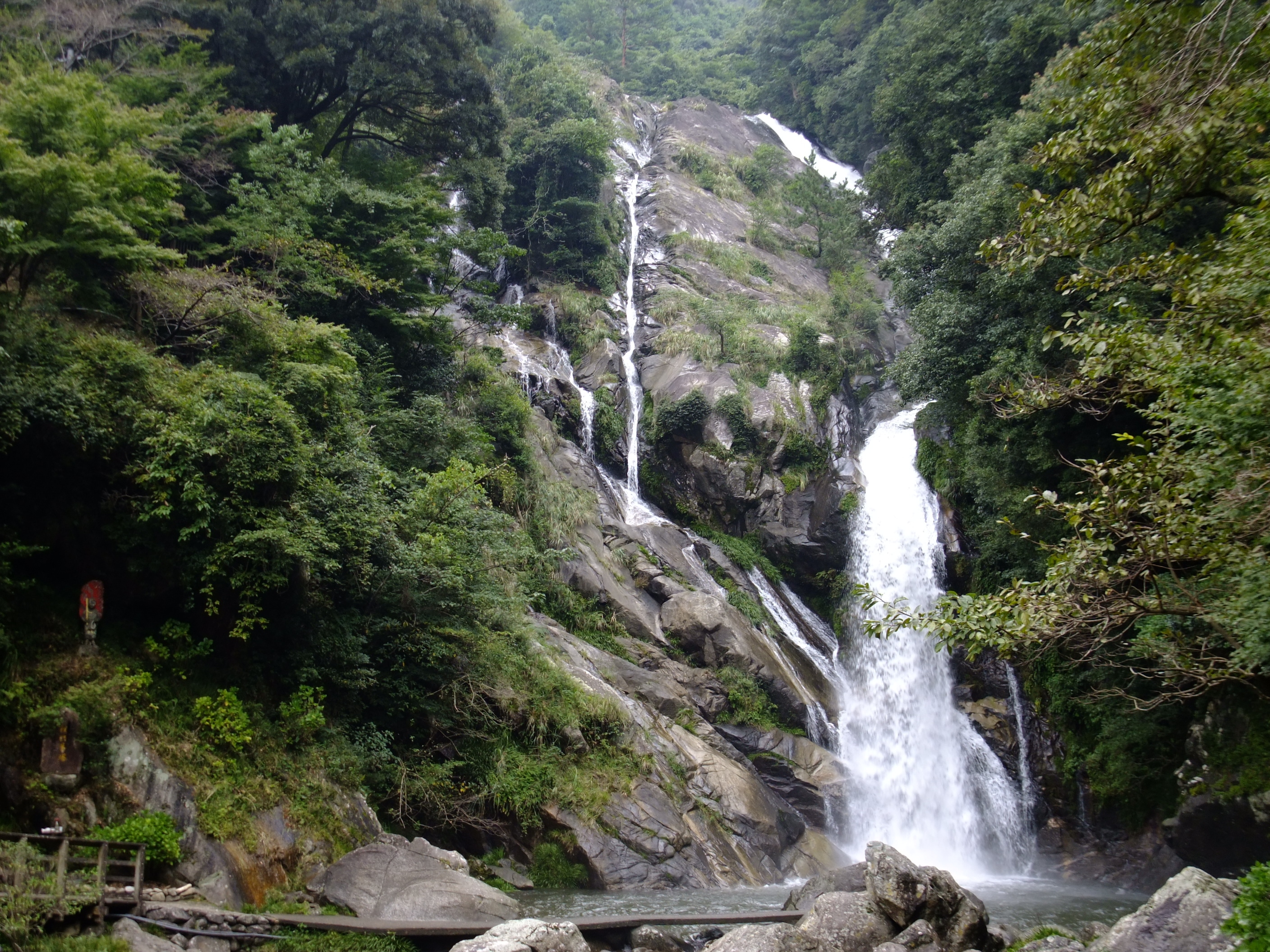
Fußweg zum Wasserfallbecken